# Жан I д’Алансон (Беллем)

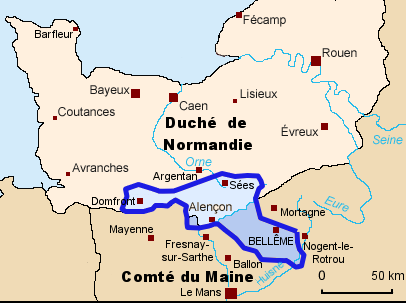
Графство Алансон и сеньория Беллем

Жан I (фр. Jean Ier d’Alençon; умер в 24 февраля 1191) — граф Алансона с 1171 года из династии Монгомери-Беллем. 
Родился ок. 1130. Сын Гильома I де Понтье и Элен Бургундской.
Участвовал в управлении сеньорией Алансон с 1149 года, после возвращения отца из крестового похода. В 1171 году ему наследовал. Английский король Генрих II Плантагенет в качестве герцога Нормандии утвердил его в графском титуле.
Умер 24 февраля 1191 года.

## Семья
Жена (с ок. 1150) — Беатриса Мэнская, дочь Эли II д'Анжу и Филиппы дю Перш. Дети:
- Жан II (ум. 6 мая 1191), граф Алансона
- Роберт I (ум. 1217), граф Алансона
- Гильом (ум 1203)
- Аликс, муж (1170/76) — Юг II, виконт де Шательро
- Элиа (Эла), дама д’Альменеш, муж - Роберт VI ФицЭрнейш
- Филиппа, мужья — Гильом III де Румар, граф Линкольн (ум 1198); Гильом Мале Фиц-Эрнейс, сеньор де Гравиль (ум. 1214/15; Гильом де Прео (ум. 1223).